# جون فروينز
جون ر. فروينز (بالإنجليزية: John Froines)‏ (ولد عام 1939) هو كيميائي أمريكي وناشط مكافح للحرب.

## سيرة ذاتية
وقد لوحظ أنه مشهور في فريق شيكاغو السبعة، وهي مجموعة مكلفة بالمشاركة في الشغب في المؤتمر الوطني الديمقراطي لعام 1968 في شيكاغو. فروينز، حاصل على دكتوراه في الكيمياء من جامعة ييل، اتهم بالسفر بين الولايات لاهداف التحريض على أعمال الشغب وصنع أجهزة حارقة. وكان هو ولي وينر المدعى عليهما الوحيدين اللذين برأتهم هيئة المحلفين من التهم الموجهة إليهما ورفضت استنتاجات القاضي جوليوس هوفمان المتعلقة بانتهاك حرمة المحكمة بأكملها بعد الاستئناف.
بينما كان ينتظر البراءة في أوائل السبعينات، كان فروينز في كلية غودارد في فيرمونت، حيث كان يدرس الكيمياء. وعمل لاحقا مديرا للمواد السمية في الإدارة الفدراليه للسلامة والصحة المهنيتين.كما استلم فروينز منصب رئيس لجنة المراجعة العلمية في كاليفورنيا حول ملوثات الهواء السامة لما يقرب من 30 عامًا قبل استقالته في عام 2013 وسط مزاعم بأنه أجرى بحثًا مستقلًا مع اللجنة مع الحفاظ على علاقات مع علماء آخرين رفضوا المواد الكيميائية التي كان يقيمها, مما خلق تضارب في المصالح. تقاعد في عام 2011 من كلية الصحة العامة بجامعة كاليفورنيا، في قسم علوم الصحة البيئية.